# Relaciones Chile-India
Las relaciones Chile-India se refieren a las relaciones exteriores entre la República de Chile y la República de la India.

## Visitas de alto nivel

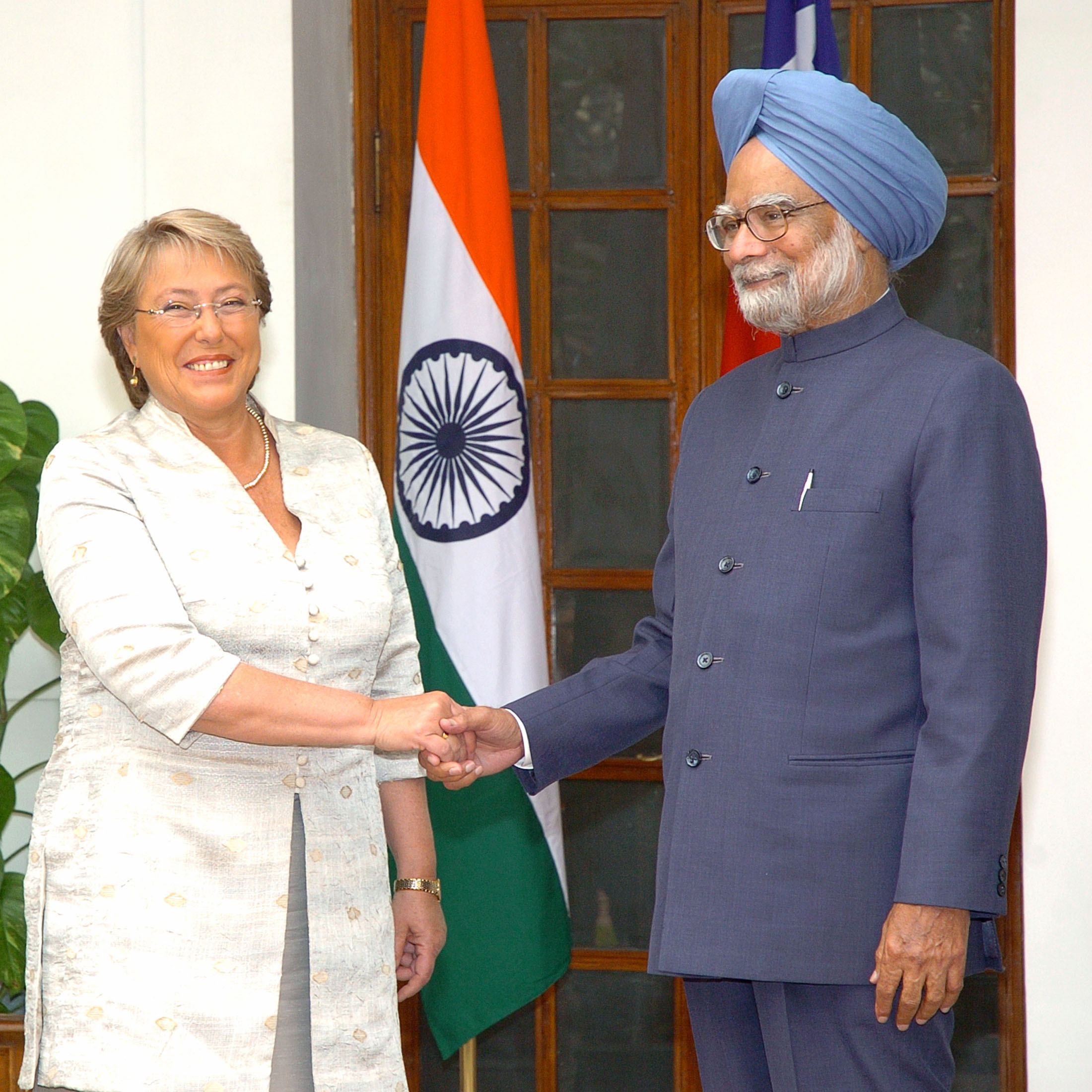
La Presidenta de Chile, Michelle Bachelet, reuniéndose con el primer ministro indio Manmohan Singh, en Nueva Delhi el 17 de marzo de 2009.

El mecanismo de consultas a nivel de las oficinas exteriores se inició en Santiago en agosto de 2000 y se siguió con una segunda reunión en Nueva Delhi en abril de 2003. Sin embargo, los intercambios políticos de alto nivel han sido escasos. La primera ministra Indira Gandhi visitó Chile en 1968, el ministro de Transporte y Comunicaciones K.P. Unnikrishnan en 1990 y el presidente Shankar Dayal Sharma en 1995. Desde el lado chileno, no ha habido ninguna visita HOS/HOG a la India. Como indicación del interés de Chile en una relación mejorada, el ministro de Agricultura de Chile visitó la India en diciembre de 2001.
El Viceministro de Economía de Chile, Álvaro Díaz, visitó India del 10 al 12 de noviembre de 2002 y el ministro de Minería, Alfonso Dulanto, visitó India del 13 al 15 de noviembre de 2002. La visita de la Ministra de Relaciones Exteriores María Soledad Alvear del 24 al 25 de abril fue la primera visita oficial bilateral a la India realizada por un ministro chileno de Relaciones Exteriores después de un lapso de 46 años.

## Relaciones comerciales
Chile fue el primer país de Sudamérica en firmar un acuerdo comercial con la India en 1956. El 20 de enero de 2005 se firmó un Acuerdo Marco para promover la cooperación económica entre la India y Chile. El acuerdo propuso un Acuerdo Comercial Preferencial (PTA) entre los respectivos países, que después de varias rondas de negociaciones fue finalizado durante las conversaciones celebradas en Nueva Delhi en noviembre de 2005. La PTA entró en vigor con efecto a partir del 17 de agosto de 2007 en Chile y en la India El 11 de septiembre de 2007.
En 2016 ambos países firmaron un acuerdo para expandir el Acuerdo de Comercio Preferencial entre la India y Chile (PTA), marcando un salto de 10 veces en el número de productos que se negociarán con tipos de derechos de concesión. El comercio bilateral de la India con Chile se situó en 2.600 millones de dólares, con exportaciones de 0.68 mil millones de dólares y importaciones a 1.96 mil millones de dólares, respectivamente, en el ejercicio de 16.
En 2023, el intercambio comercial entre ambos países ascendió a los 2 846,7 millones de dólares estadounidenses, lo que supuso un 4,6% de crecimiento promedio anual en los últimos cinco años. Los principales productos exportados por Chile fueron cobre, molibdeno y nueces, mientras que India exportó mayoritariamente automóviles, aparatos para filtrar agua y grupos electrógenos de energía eléctrica.

## Indios en Chile
La comunidad india en Chile tiene alrededor de 1000+, en su mayoría residentes en Santiago, Iquique, Viña del Mar y Punta Arenas. En gran parte dedicada a la pequeña empresa y al comercio, la comunidad gradualmente se asimila a la corriente principal a través de la naturalización. Un promedio de 1000 chilenos visitan la India anualmente, principalmente para turismo.

## Lazos culturales
La cultura de la India es muy apreciada en Chile. Cuatro monumentos han sido levantados para honrar a Mahatma Gandhi: uno en Santiago, erigido en 1968, uno en Curicó, erigido en 1999, uno en Sagrada Familia en mayo de 2002 y uno en Rancagua en abril de 2003. Se espera que un quinto monumento de Mahatma Gandhi sea erigido pronto en Valparaíso, una ciudad portuaria recientemente declarada por la UNESCO como Patrimonio de la Humanidad. Para dar efecto a un Acuerdo Cultural Bilateral firmado en 1993, se firmó en Nueva Delhi, en abril de 2003, un Programa de Intercambio Cultural para los años 2003-2005.

## Misiones diplomáticas residentes

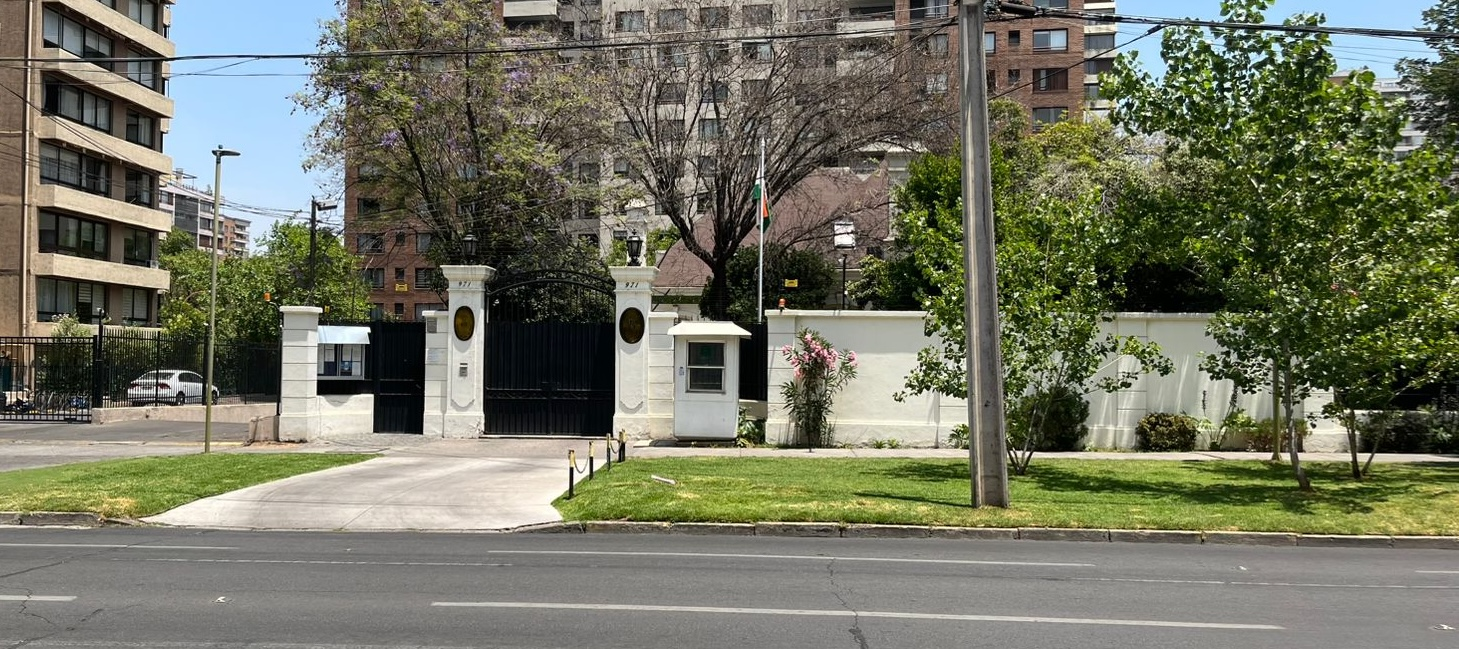
Embajada de la India en Santiago de Chile

- Chile tiene una embajada en Nueva Deli y mantiene un consulado-general en Mumbai.[3]
- India tiene una embajada en Santiago de Chile.[4]